# Jens Beutel
Jens Beutel (ur. 12 lipca 1946 w Lünen, zm. 8 maja 2019 w Moguncji) – niemiecki sędzia i polityk, członek Socjaldemokratycznej Partii Niemiec. W latach 1997–2011 burmistrz Moguncji. 

## Życiorys
Urodzony w Lünen w Westfalii. W latach 1968–1976 studiował prawo na Uniwersytecie Johannesa Gutenberga w Moguncji. Po ukończeniu studiów podjął specjalizację sędziowską. 
W 1996 roku został wybrany burmistrzem Moguncji, pierwszym wyłonionym w bezpośrednich wyborach. Urząd ten piastował aż do swojej rezygnacji w 2011. Zmarł 8 maja 2019 w wieku 72 lat.